# 轟武兵衛
轟武兵衛（日语：／ Todoroki Buhee，1818年3月1日〈文化15年1月25日〉—1873年〈明治6年〉5月4日）是一名熊本藩士和儒學學者。他是國學學者林櫻園的門生，也被稱為照幡烈之助。

## 生平
轟是以強硬的尊皇攘夷派立場而知名的肥後勤王黨的核心人物之一，與宮部鼎藏、永鳥三平等人是同志，而河上彥齋等則是他的學生。1862年，他被選為熊本藩的親兵，隨藩主細川護久上京，並在京都積極展開政治活動。
他與久留米藩士真木保臣等人密謀，並與福岡藩士平野國臣等人一同前往薩摩，向島津久光（和泉州）建議上京。然而，這次行動卻引發了尊皇志士遭受鎮壓的寺田屋事件，未能直接實現攘夷目標。文久3年8月18日（1863年9月30日）發生的八月十八日政變導致尊皇攘夷派遭到驅逐，武兵衛亦被命令返回熊本藩，但他選擇脫藩並前往長州，後來被捕並幽禁了三年。然而，隨著局勢變化，尊皇派成為主流，他最終獲准返回熊本藩。
明治維新後，他改名為照幡烈之助。明治2年（1869年）以此名擔任彈正大忠（權弁事），在公議所服務。然而，由於與轉向開國派的明治政府意見不合，他辭去官職返回故鄉，隨後去世，享年56歲。